# Mesopolobus agropyricola
Mesopolobus agropyricola är en stekelart som beskrevs av Rosen 1960. Mesopolobus agropyricola ingår i släktet Mesopolobus och familjen puppglanssteklar.
Artens utbredningsområde är:
- Tjeckien.
- Nederländerna.
- Sverige.

Arten är reproducerande i Sverige. Inga underarter finns listade i Catalogue of Life.